# 北京康莱德
39°55′38″N 116°27′36″E / 39.9272245°N 116.4600515°E
北京康莱德酒店（Conrad Beijing）是全球希尔顿酒店集团旗下的高级酒店品牌，位于朝阳区东三环北路29号，是中国地区的第五家康莱德酒店（香港名：港丽酒店）。此品牌命名自希尔顿酒店集团的创立人康莱德希尔顿的名字「康莱德」。